# Стефан Трифуновић
Стефан Трифуновић (Ваљево, 17. април 1984) српски је филмски, телевизијски и позоришни глумац. Глуму је дипломирао на Академији уметности Универзитета у Новом Саду.

## Филмографија
| Год.       | Назив                   | Улога              |
| ---------- | ----------------------- | ------------------ |
| 2000-е     |                         |                    |
| 2009.      | Хитна помоћ             | полицајац          |
| 2010-е     |                         |                    |
| 2010.      | Као рани мраз           |                    |
| 2016.      | ЗГ 80                   | аутомеханичар Симо |
| 2018.      | Јутро ће променити све  | Звоња              |
| 2019.      | Мој јутарњи смех        | Ракић              |
| 2020-е     |                         |                    |
| 2020.      | Жив човек               | Ненад              |
| 2020—2022. | Мочвара (ТВ серија)     | Бобан Марковић     |
| 2021.      | Келти (филм)            | отац               |
| 2024.      | Време смрти (ТВ серија) | Спасић             |